# Wilhelm Emelé

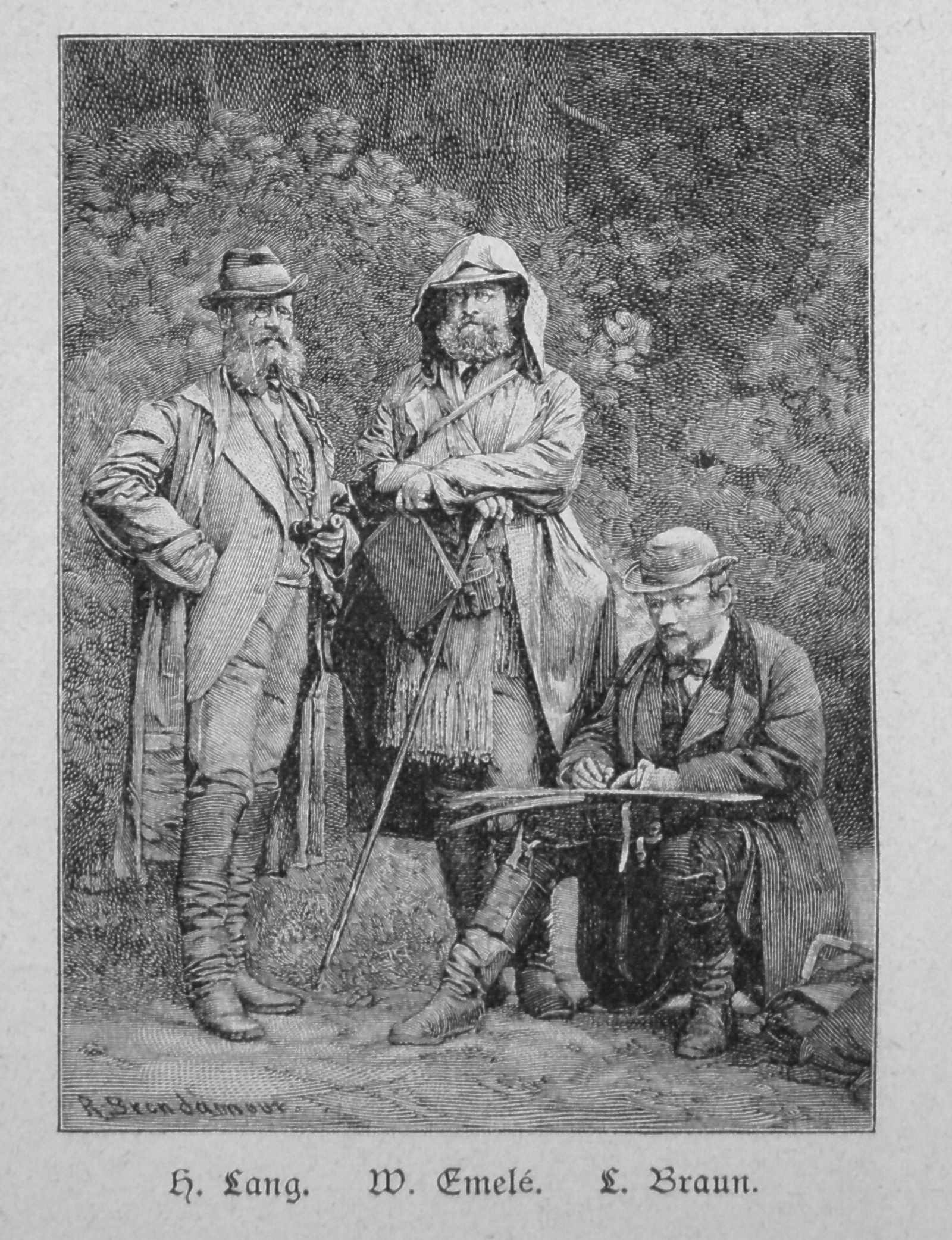
Wilhelm Emelé (mitten) med H. Lang (t.v.) och L. Braun (t.h.).

Wilhelm Emelé, född 30 maj 1830, död 11 oktober 1905 i Freiburg im Breisgau, var en tysk konstnär.
Emelé var länge militär, fick sin konstutbildning i München och målade där historiska slagfält och drabbningar, särskilt från 1600- och 1700-talen. Han fick stora beställningar i Wien och därefter i Karlsruhe och Berlin. Han målade även en rad scener ur tysk-franska kriget. Emelé har ansetts mest framstående som hästmålare.